# James Bell (basket-ball)
Pour les articles homonymes, voir James Bell et Bell.
James Bell, né le 7 janvier 1992, à Plainfield, dans le New Jersey, est un joueur américain de basket-ball évoluant aux postes d'arrière et d'ailier.

## Biographie
En décembre 2018, Bell rejoint le KK Budućnost Podgorica, club monténégrin qui participe à l'Euroligue 2018-2019.

## Palmarès

### En club
- EuroCoupe :
  - Vainqueur : 2018.
- Championnat du Monténégro :
  - Champion : 2019.
- Coupe du Monténégro :
  - Vainqueur : 2019.

### Distinctions individuelles
- First-team de la Big East Conference 2014